# Kościół Narodzenia Najświętszej Maryi Panny w Gliwicach-Bojkowie
Kościół Narodzenia Najświętszej Maryi Panny – rzymskokatolicki kościół parafialny należący do dekanatu Gliwice-Ostropa diecezji gliwickiej. Znajduje się na gliwickim osiedlu Bojków.
Świątynia w obecnej formie powstała w wyniku przebudowy poprzedniego kościoła. W 1898 roku rozpoczęto gruntowną przebudowę świątyni, zachowane zostały jednak początkowo mury i wieża dawnej świątyni. Gdy zakończone zostały prace budowlane, w 1907 roku zostały rozebrane wewnętrzne mury starej świątyni. Nowy kościół został uroczyście poświęcony w dniu 31 maja 1911 roku przez biskupa sufragana wrocławskiego Karla Augustina. Podczas działań wojennych w 1945 roku budowla została poważnie uszkodzona. Została gruntownie wyremontowana przez parafian w   latach 1958–1964 i 1991–1999.